# Macroeconomía
La macroeconomía es la parte de la teoría económica que estudia los indicadores globales de la economía mediante el análisis de las variables agregadas, como el monto total de bienes y servicios producidos, el total de los ingresos, el nivel de empleo, de recursos productivos, la balanza de pagos, el tipo de cambio y el comportamiento general de los precios.
La macroeconomía se distingue así de la otra gran rama de la teoría económica, la microeconomía, que estudia el comportamiento económico de agentes individuales, como consumidores, empresas, trabajadores e inversores.

## El enfoque macroeconómico

### Macro y micro
El prefijo macro- proviene del griego antiguo makros, que significa grande. Inicialmente el sentido de los términos macroeconomía y microeconomía pretendía guardar cierto paralelismo a la distinción física entre nivel macroscópico y nivel microscópico de estudio. En el primero importaría las propiedades emergentes asociadas a miles o millones de componentes autónomos en interacción, mientras que en el nivel "micro" se trataría de describir el comportamiento de los componentes autónomos bajo las acciones a las que están sometidos. Sin embargo, en el uso moderno, la macroeconomía y la microeconomía, no son términos paralelos de los términos físicos "microscópico" y "macroscópico".
El enfoque microscópico se centraba en la conducta de los agentes económicos y en los resultados previsibles de sus acciones bajo ciertos estímulos, bajo cierta hipótesis de comportamiento. Sin embargo, para una economía compleja formada por miles o millones de agentes, al igual que sucedía con la física de sistemas de millones de partículas, el enfoque "micro" es inviable. Por eso se buscó un enfoque "macro" en que se hacía abstracción de un buen número de magnitudes y hechos relacionados con los agentes económicos, y se trataban de buscar equilibrios de variables agregadas. Así el enfoque macro se concentraba en niveles de renta, tipos de interés, ahorro, consumo y gasto totales debidos a todos los agentes. La conducta agregada se modernizaba por funciones hipotéticas que se supone describen el comportamiento cualitativo aproximado de ciertas relaciones entre las macrovariables.
Al comienzo de la década de 1950 los macroeconomistas desarrollaron modelos micro-basados en el comportamiento macroeconómico (tal como la función del consumo). El economista neerlandés Jan Tinbergen desarrolló el primer modelo macroeconómico comprensivo a nivel nacional, el cual desarrolló primero para Países Bajos y luego aplicó en los Estados Unidos y el Reino Unido después de la Segunda Guerra Mundial. El primer proyecto mundial de modelo económico, el Wharton Econometric Forecasting Associates LINK (asociados Wharton para la predicción econométrica) fue iniciado por Lawrence Klein y fue mencionado en su llamado por el Premio de Economía Conmemorativo de Alfred Nobel en 1980.
En la década de 1970 contribuye con partes para comprender el todo. Cuando uno aprende más sobre cada escuela económica, es posible combinar aspectos de cada una para alcanzar una síntesis informada.

### Origen

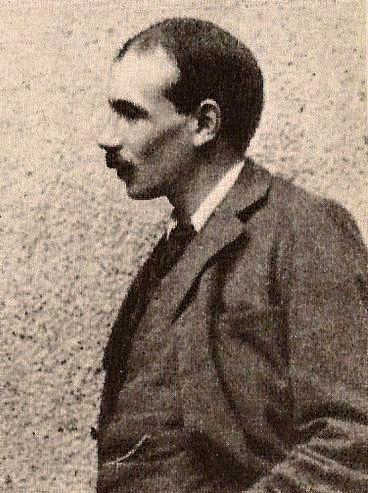
John Maynard Keynes está considerado como el fundador de la macroeconomía moderna por su visión completamente renovada de esta rama de la economía.

El origen de la macroeconomía moderna hay que situarlo en 1936, cuando el economista británico John Maynard Keynes publicó su obra Teoría general del empleo, el interés y el dinero, que contenía una teoría explicativa de la Gran Depresión. Los economistas que lo habían antecedido consideraron que los ciclos económicos no podían ser evitados, mientras que Keynes expuso la posibilidad de existencia de un elevado desempleo en un determinado momento y cómo la política fiscal y monetaria podían utilizarse como poderosas herramientas para incrementar el nivel de la producción y el empleo en una sociedad. Los lectores deben saber, sin embargo, que la ciencia económica, desde los clásicos Smith y Ricardo, fines del siglo XVIII y comienzos del siglo XIX, nace teniendo como objeto de estudio el comportamiento de la economía en su conjunto. Pero hay precursores de esta ciencia económica, anteriores a los clásicos, claro está, tanto por el lado de su objeto de estudio como por el lado del método de análisis que utiliza. Por ejemplo, William Petty en su libro Political Arithmetick (1665) propone estudiar sólo los fenómenos sistemáticos o regulares, y no los fenómenos transitorios, para entender el comportamiento del sistema económico en su conjunto. Este fue el método de largo plazo que adoptaron después los Clásicos y los Neoclásicos.

### Datos macroeconómicos
La macroeconomía basa su análisis en datos derivados de la observación y la estadística. Los principales datos que se utilizan en la macroeconomía son:
- Las macromagnitudes, extraídas de la Contabilidad nacional que resumen en una única cifra el valor monetario de la actividad económica, el indicador más utilizado es el producto interno bruto (PIB), que mide el valor de todos los bienes y servicios que produce un país durante un año. Se entiende que el fin último de la actividad económica es proporcionar bienes y servicios a las personas, que el suministro de una mayor cantidad de bienes proporciona el éxito de un sistema económico. La variación del PIB muestra la evolución del crecimiento de la producción.[4]

- Índice de precios al consumo
- Tasa de desempleo
- Tasa de interés

## Oferta y demanda agregadas

Representación gráfica del equilibrio entre la demanda agregada y la oferta agregada.

El modelo de oferta y demanda agregada es el modelo que trata de explicar la realidad económica, analizando la producción de un periodo y el nivel de precios existente a través de las funciones de oferta agregada (O) y demanda agregada (D) y proporciona el esquema necesario para comprender la evolución de las magnitudes agregadas básicas. El modelo de "O" y "D" agregadas es el instrumento fundamental para el estudio de las fluctuaciones de la producción y del nivel de precios. Sirve para comprender las consecuencias de las distintas políticas económicas. Los componentes básico de este análisis son la demanda agregada y la oferta agregada, la demanda agregada es una representación de mercado de bienes y servicios, sus componentes son el consumo privado (C), la inversión privada (I) y el gasto público (G), en una economía abierta hay que añadir las exportaciones netas (XN) (diferencia entre exportaciones (X) e importaciones (M)) de bienes y servicios.
La oferta agregada se define como la cantidad total de bienes y servicios que se ofrecen a la venta a los diferentes precios medios posibles. Este modelo resulta de utilidad para el análisis de la inflación, el desempleo, el crecimiento y, en general, el papel que desempeña la política económica.

## Temas macroeconómicos
Los temas macroeconómicos se refieren a aspectos concretos del funcionamiento general de una economía sin considerar aspectos o problemas sectoriales particulares. En ese sentido los modelos macroeconómicos y las políticas macroeconómicas tratan de representar aspectos como el crecimiento económico, el desempleo y la evolución de los salarios, la inflación, la balanza comercial, la demanda agregada, los impuestos y los tipos de interés como aspectos principales.

### Economía monetaria: dinero e inflación
La economía monetaria muestra el análisis del dinero en sus diversas funciones en un sistema económico y examina los efectos de los sistemas monetarios, incluida la regulación del dinero y los asociados a las instituciones financieras. El análisis moderno de la economía monetaria proporciona una formulación microeconómica de la demanda de dinero y estudia su influencia sobre la demanda agregada y la producción.

### Crecimiento económico
El crecimiento económico estudia los factores que determinan el aumento de la producción, la renta o en general de los indicadores económicos de un país o región, a largo plazo. La teoría del crecimiento económico analiza por qué unas economías crecen más deprisa que otras y cuales son los límites al crecimiento.

### Mercado de trabajo y desempleo
El desempleo es un fenómeno presente en las economías actuales y constituye unos de los problemas más importantes a los que se enfrentan, poniendo de manifiesto la incapacidad de las economías de generar situaciones en las que existan puestos de trabajo para todo aquel que desee trabajar. El estudio macroeconómico del desempleo comprende el significado del mismo en la economía, su medición, las causas que lo generan y las manifestaciones del desempleo en una sociedad.

### Economía internacional
Las economías actuales de los países se caracterizan por la gran importancia que ha adquirido su relación con el resto del mundo. La economía internacional estudia las consecuencias de las relaciones económicas de un país con el exterior, incluyendo el comercio internacional, el proteccionismo, las relaciones financieras internacionales, la balanza de pagos y la fijación de los tipos de cambio.

### El modelo de la demanda agregada
El siguiente es un ejemplo de modelo (modelo IS-LM). Consideraremos la economía de un país (o cualquier otra zona) fijándonos en las variables de su Contabilidad nacional.

#### Curva IS
Consideremos la renta o ingreso nacional ('Y') como la suma de todos los bienes y servicios producidos en un período, por ejemplo, un año. Ahora bien, algunos de esos bienes y servicios han servido para el consumo de los habitantes del país, es decir (C) será el consumo, otros habrán servido para que las empresas puedan reponer sus necesidades de capital para producir (maquinaria, herramientas, materias primas, etcétera), esto lo llamaremos inversión (I); por su parte, el gobierno del país también ha intervenido en la economía consumiendo bienes y servicios para hacerlos públicos o ha intervenido mediante empresas públicas en el mercado, a lo que llamaremos gasto público (G). También se han importado bienes del exterior, mediante las importaciones (M) y se han exportado al exterior, mediante las exportaciones (X). Entonces, podemos representar la renta como esta suma: 

(1a){\displaystyle Y=C+G+I+X-M\,}

La razón por la que las importaciones pasan "restando", es la siguiente: el lado de la ecuación Y + M representa en qué hemos usado todo el dinero empleado en el periodo, el total de producción nacional de bienes y servicios, y de importaciones, y en eso ha tenido que emplearse todo lo que se ha demandado durante el periodo: C + I + G + X (ya que algunas de estas variables en parte han tomado de la producción nacional y en parte de las importaciones). Por tanto Y + M = C + I + G + X, y pasando M al otro lado, tenemos la relación (1a). Podemos simplificar y llamar a las dos últimas variables "Exportaciones netas", y presentarlo así:

(1b){\displaystyle Y=C+I+G+X_{N}\,}

Hay que introducir ahora factores que influyen el consumo. El consumo se supone que será una parte de la renta disponible de los consumidores. Pero, ¿qué es la renta disponible?. Podríamos pensar que es Y, pero como el gobierno necesita parte de esa renta para financiar el gasto público (G), podemos suponer que la renta disponible es la renta Y después de que el gobierno ha retenido una parte en forma de impuestos, y los presentamos de forma simplificada por una tasa impositiva ('t') (Con 0<= t <=1, si bien t = 0 o t ='1 serían casos demasiado improbables en la realidad).
Así pues, la renta disponible será (1-t)Y. Ahora bien, el consumidor, normalmente, no se la gastará toda en consumo, sino solo una parte, podemos suponer que por término medio todos tienen la misma propensión al consumo, y la llamamos (c) a esa propensión. Por tanto, el Consumo privado será:

{\displaystyle C=c(1-t)Y\,}

Introducimos esto en nuestra ecuación y quedaría así:

{\displaystyle Y=c(1-t)Y+I+G+X_{N}\,}

Otro supuesto que se suele hacer es que la Inversión privada se ve negativamente afectada por los tipos de interés del dinero. Cuando éstos son altos, como las empresas tienden a pedir créditos bancarios para equipar sus medios de producción, tienden a invertir menos porque invertir más significa tener que pagar más de intereses y de principal. Esto lo podemos representar así: La Inversión tiene un nivel máximo posible (Im) y disminuye linealmente con los tipos de interés, o sea:

{\displaystyle I=I_{m}-b\cdot i\,}

Donde b representa la sensibilidad de las empresas privadas al tipo de interés bancario e i ese tipo de interés. Nuestro modelo ahora es así:

{\displaystyle Y=c(1-t)Y+I_{m}-b\cdot i+G+X_{N}\,}

La cuestión es que en este modelo vemos que la misma variable, la renta, aparece en los dos lados de la ecuación. Esto puede interpretarse como una relación dinámica, o sea, el valor de Y en la izquierda va a depender del valor que tuvo en el pasado, en la derecha de la ecuación, y del resto de los valores de las variables. E irá cambiando periodo tras periodo.
Sin embargo, si suponemos que las otras variables no cambiaran, si los parámetros fueran constantes durante suficiente tiempo, y además el gasto público G estuviera exógenamente generado, entonces posiblemente la renta llegaría a no cambiar tampoco con el tiempo, alcanzando lo que se llama el valor de equilibrio. Podemos hallar este valor de equilibrio:

(2a){\displaystyle Y={\frac {I_{m}-b\cdot i+G+X_{N}}{1-c(1-t)}}}

Con esta ecuación, también llamada curva IS, se pueden hacer diversos análisis viendo como cambiaría la renta de equilibrio si variaran los parámetros o las variables implicadas. Esta curva refleja los valores de renta (Y) y tipo de interés (i) para los cuales el mercado de bienes y servicios está en equilibrio. Existe sin embargo una diferencia importante si se considera que el gasto no es exógeno sino endógeno y dado por el nivel de impuestos: G = tY, ya que en este caso la renta de equilibrio sería:

(2b){\displaystyle Y={\frac {I_{m}-b\cdot i+X_{N}}{(1-c)(1-t)}}}

Obsérvese que la hipótesis de exogeneidad del gasto público no es inocente, ya que la conclusión sobre el efecto del aumento de los impuestos es contraria en (2a) y (2b) ya que calculando las derivadas siguientes se tiene:

{\displaystyle \left({\frac {\partial Y}{\partial t}}\right)_{G={\mbox{cte.}}}\leq 0,\qquad \left({\frac {\partial Y}{\partial t}}\right)_{G=tY}\geq 0,}

Es decir en el modelo de gasto público endógeno un aumento de los impuestos conduce a una disminución de la renta, mientras que en el modelo gasto público igual a los impuestos (no-déficit) el aumento del tipo impositivo conduce a aumentos de renta.

#### Curva LM
Existe una curva que es complementaria de esta, llamada LM. Veamos en qué consiste: Los agentes demandan dinero para poder actuar en el mercado. El dinero interesa en términos reales, no nominales. ¿Qué quiere decir esto? Que importan los niveles de precios. La oferta de dinero depende del Banco Central del país, que es el único organismo que puede emitir dinero, pero este luego deja que el resto de los bancos lo distribuyan y cobren intereses por prestarlo. En cualquier caso, la Demanda Monetaria se puede representar como el cociente de dos variables, M, la cantidad total de dinero en la economía, y P, los niveles de precios. Es decir (M/P). Esa demanda se puede suponer que depende así del resto de la economía: a mayor nivel de renta, se demandará más dinero para comprar en los mercados, pero un mayor tipo de interés disuadirá generalmente de demandar dinero, ya que este debe ser reintegrado cuando se pide como préstamo. De ahí que se represente la demanda así:

{\displaystyle {\frac {M}{P}}=kY-hi}

Si suponemos que la oferta y demanda monetarias están igualadas en el mercado monetario, podemos coger la ecuación anterior y despejar la renta:

(3){\displaystyle Y={\frac {(M/P)+hi}{k}}}

Que es una curva que relaciona los niveles de renta y de tipos de interés para los que el mercado monetario está en equilibrio. Esta es la curva LM.

#### Equilibrio IS-LM
Si tomamos las curvas IS y LM (muy simples por ser este un modelo de ejemplo), (2a) y (3), y las juntamos obtenemos un sistema de dos ecuaciones con dos variables, que serán la renta y el tipo de interés:

{\displaystyle Y={\frac {I_{m}-bi+G+X_{N}}{1-c(1-t)}},\qquad Y={\frac {(M/P)+hi}{k}}}

Podemos despejar, usando los métodos para sistemas de ecuaciones lineales, y obtener los valores de Y e i en función de todos los demás parámetros y variables y usar las funciones resultantes para estudiar como variarán los niveles de renta y tipo de interés en el equilibrio cuando varíen los parámetros o las variables exógenas. Es más, podemos obtener la curva de Demanda Agregada, ya que podremos expresar la renta (Y) dependiendo de los niveles de precios (P). Esta curva tendría la siguiente expresión:

(4a){\displaystyle Y={\frac {1}{h[1-c(1-t)]+bk}}\left[h(I_{m}+G+X_{N})+{\frac {Mb}{P}}\right]}

Se puede reducir esta expresión a una del tipo Y=A+B/P, que muestra claramente que se trata
de una curva decreciente en P. Si hubiéramos partido de (2b) y (3) el resultado final habría sido:

(4b){\displaystyle Y={\frac {1}{h(1-c)(1-t)+bk}}\left[h(I_{m}+X_{N})+{\frac {Mb}{P}}\right]}

Si además desarrolláramos una curva de oferta agregada que relacionara niveles de salarios, de trabajo, de precios y de renta producida, podríamos cruzarla con la de demanda agregada y determinar por completo la renta, los niveles de precios, de empleo y otros en cada momento dado y estudiar como las políticas monetarias y fiscales del gobierno podrían influir, por ejemplo, en conseguir los niveles adecuados de precios o de empleo.
Dato relevante: Se puede aplicar el modelo de estática comparativa de IS-LM para explicar la ley de Say que dice que la oferta iguala a la demanda.

### Instrumentos de la política macroeconómica
Las autoridades económicas disponen de herramientas para alcanzar los objetivos económicos, las principales son la política monetaria que consiste en la variación de oferta monetaria, gestionando el dinero, el crédito y el sistema bancario, que pueden incidir en la producción, los precios y el empleo. La otra gran herramienta de la política económica es la política fiscal, que consiste en la utilización de los ingresos públicos, básicamente los impuestos, y los gastos públicos para alcanzar los objetivos marcados. Políticas de rentas que son el instrumento de limitación de precios y salarios.

### Modelos de equilibrio general dinámico estocástico
En las últimas décadas, uno de los modelos matemáticos más frecuentemente usado para analizar el impacto de medidas económicas es el EGDE aunque es más frecuentemente tratado en programas de postgrado que de licenciaturas. En parte, este modelo ha esplazado al modelo IS-LM como instrumento de análisis primordial.

## Los modelos macroeconómicos
Las relaciones económicas posibles son muchas y muy complejas, se hacen supuestos simplificadores para ir estudiando a grandes rasgos lo que sucede con las distintas variables económicas implicadas cuando se producen cambios en el entorno económico estudiado. Dependiendo de los supuestos que se hagan, de qué relaciones se consideren o no, de qué tipo de efectos transmitan estas relaciones, como se haga esa transmisión, y de que se suponga qué valores del mundo real representan las variables utilizadas, se obtendrán unos modelos u otros, de ahí que exista una gran variedad de modelos que predigan o expliquen cosas diferentes acerca del funcionamiento de la macroeconomía. 
Generalmente, una escuela de pensamiento económico tiene asociados unos modelos porque esta concede más importancia a ciertas variables económicas que a otras o supone que las relaciones de esas variables con el resto son de una naturaleza diferente. De ahí la diversidad de modelos. 
Por ejemplo, existe, en el modelo IS-LM, un caso en el que supone que la demanda de dinero no depende del tipo de interés, sino solo del nivel de renta (llamado modelo clásico). Si considerara solo este modelo (y no el caso más general, en el que la demanda de dinero depende tanto del tipo de interés como del nivel de renta), se creería que la política fiscal no podría afectar, dentro del marco sugerido por el modelo IS-LM, al nivel de renta. Conviene también destacar otro de los grandes modelos el modelo de los precios rígidos o de Keynes. 
Para superar estas limitaciones se intentan hacer modelos en los que se incluyan cada vez más variables y se supongan relaciones de tipo más genérico entre ellas, pero tales modelos resultan cada vez más difíciles de estudiar, o de usar para predecir o explicar la economía, que en el caso de las versiones más simplificadas. Pero las versiones más simples, por su misma naturaleza, tienden a fallar y a no prever sucesos económicos o a predecir correctamente los valores que tomarán las variables económicas. Un ejemplo típico es el de políticas monetarias que, en el pasado, se tomaban para reducir la inflación: se pensaba que si se reducía la oferta monetaria en un cierto nivel, el nivel de precios disminuiría aproximadamente en un nivel previsto gracias a un modelo usado. Pero la mayor parte de las veces, no era la reducción tanta como se había deseado por los responsables de la política monetaria.
- Economía clásica y Modelo clásico
- Economía neoclásica y Modelo neoclásico
- Modelo keynesiano
- Síntesis neoclásica o Neokeynesianismo
- Desarrollos recientes en la escuela clásica
  - Monetarismo
  - Nueva economía clásica
  - Teoría de las expectativas racionales
- Desarrollos recientes en la escuela keynesiana
  - Nueva Economía Keynesiana

### La creación y el estudio de un modelo macroeconómico
La mayor parte de las veces, los modelos macroeconómicos se crean y se estudian usando técnicas matemáticas. Cuando el modelo pretende deducir la relación cualitativa entre ciertas variables económicas frecuentemente se usan ecuaciones lineales que pretenden capturar el efecto de primer orden entre la relación de variables. Este tipo de modelos frecuentemente incluye una gran cantidad de asunciones no siempre explícitas que pueden quedar ocultas tras engañosas ecuaciones simples.
Los modelos que pretenden simular sistemas reales y no simplemente tratar de formalizar relaciones entre variables frecuentemente recurren a estudios de regresión lineal múltiple. En que lo que se pretende es averiguar el efecto de pequeños cambios porcentuales en las variables de entrada. Obviamente para grandes cambios el modelo podría resultar no lineal y las predicciones de un modelo lineal ser inválidas, ya que éstas, al igual que una serie de Taylor de primer orden, solo predicen efectos de primer orden.

### Comprobación de la validez de un modelo macroeconómico
Esto también puede llegar a ser un gran modelo para la vida cotidiana de empresarios y personas que se inician en los trabajos.
Un macroeconómico no serviría para demostrarnos la realidad si no se pudiera comprobar la validez de este usando los valores reales de las variables que estamos considerando, así como tampoco nos serviría de nada suponer cuales son las relaciones entre las variables y cuales son los valores de los parámetros que influyen en esas relaciones, si no podemos comprobar en qué grado esas relaciones son así y cuales serían realmente los valores de esos parámetros. Por ello, se usa una técnica estadística llamada Econometría para comprobar hasta qué punto, usando valores obtenidos de la realidad (por ejemplo, de estudios realizados por los Bancos Centrales, de informes económicos diversos de instituciones gubernamentales, y otros) se puede verificar en qué grado lo afirmado por un modelo se cumple.
Por ejemplo, si, en el marco de un modelo hipotético, hemos supuesto que el consumo (C) depende de la renta (Y), los tipos de interés (I), la riqueza acumulada (W) y el nivel de precios (P), podríamos expresar esto como:

{\displaystyle C=C_{0}+c_{Y}Y+c_{I}I+c_{W}W+c_{P}P\,}

(Lo cual sería una relación lineal). Los valores de C, Y, I, W y P tendrían que averiguarse buscando informes económicos oficiales que pudieran mostrarnos estas estadísticas y los valores que estas han tomado a lo largo del tiempo (por ejemplo, los valores que han tomado cada año durante un periodo de 10 años), pero los valores de los parámetros (cy, etcétera) tendrían que ser deducidos por el investigador usando la econometría. Esta técnica también puede informar hasta qué punto este modelo lineal es válido (o sea, que acertaría a explicar el valor de C a partir de las restantes variables) o si alguna de estas variables es irrelevante, o si resultan en conjunto insuficientes para explicar el valor de C a lo largo del periodo considerado.
En algunos casos, se intenta que los modelos macroeconómicos tengan un fundamento microeconómico, o sea, que se pueda representar las variables macroeconómicas implicadas como la suma de variables microeconómicas que fluctúan en las relaciones de equilibrio de varios modelos microeconómicos que representen a los agentes económicos que operan en el área que se está estudiando. Si no se hace así, tendríamos un modelo macroeconómico basado en creencias más o menos arbitrarías sobre el funcionamiento de la economía, lo cual es un modelo "ad-hoc".